# カトル・ブラの戦い
カトル・ブラの戦い （カトル・ブラのたたかい、仏：Bataille des Quatre Bras、英：Battle of Quatre Bras、蘭：Slag bij Quatre-Bras ）は、1815年6月16日にベルギー中部のカトル・ブラ付近で行われた戦い。ウェリントン率いるイギリス・オランダ連合軍が、ミシェル・ネイ率いるフランス軍を撃退した。ナポレオン最後の戦いとなったワーテルローの戦いの前哨戦のひとつである。

## 概要
1815年2月、エルバ島で監視下に置かれていたナポレオンは島を脱出し、翌3月、パリに帰還、フランス皇帝に復位した。ナポレオンの再挙を知った列国は第七次対仏大同盟を結成し、フランス国境に大兵力を集結させた。ベルギー方面にはイギリス・オランダ連合軍とプロイセン軍、その南には別のプロイセン軍を主力とした北ドイツ軍団、ライン正面にはオーストリア軍を主力としたライン方面軍、北イタリア方面にはオーストリア軍がそれぞれ展開し、さらにライン正面に向けてロシア軍が東から接近しつつあった。同盟側の作戦行動にはまだ時間がかかると判断したナポレオンは、同盟軍の機先を制することとした。6月11日、ベルギー方面にいるウェリントンのイギリス・オランダ連合軍とブリュッヘルのプロイセン軍を最初に撃破すべく、ナポレオンは12万人の兵を率いてパリを出撃した。
6月14日、フランス軍はブリュッセルの南30キロメートルのシャルルロワ付近に集結した。シャルルロワはイギリス・オランダ連合軍とプロイセン軍の中間に位置し、どちらにも対応できる地であった。ナポレオンは、両軍が合流する前に各個撃破を狙った。フランス軍左翼を率いるネイは、ナポレオンから、北上して要地カトル・ブラの十字路をすみやかに確保するとともに、確保後の状況に応じて東に旋回し、リニー方面にいるプロイセン軍の側背を突くように命じられた。ナポレオン自身はリニー方面にいるプロイセン軍攻撃に向かった。
6月16日、カトル・ブラ近辺に到着したネイはカトル・ブラを守るオラニエ公ウィレムの小部隊と対峙した。ネイ率いるフランス軍はピール将軍の槍騎兵部隊を中心とした奇襲突撃を行いオランダ軍を粉砕した。そのまま猛進を続け、不完全な方陣を組むイギリス歩兵連隊を蹂躙しウェリントンの陣地まで迫った。

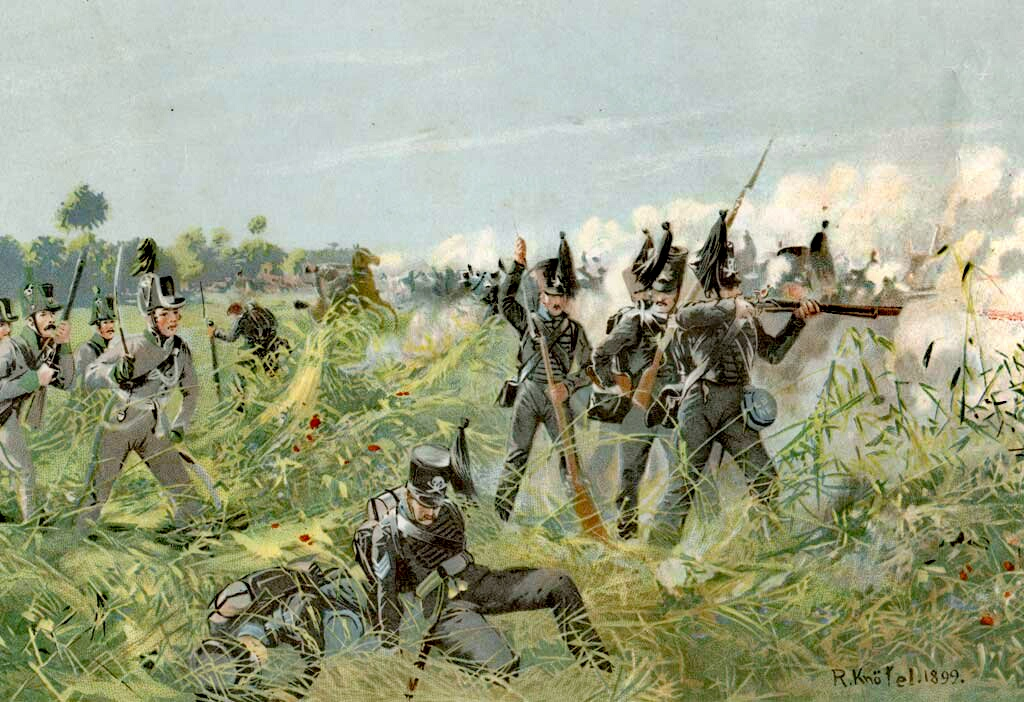
ヴィルヘルム率いるブラウンシュヴァイク軍。ウェリントンの援軍として駆けつけたが為す術無く敗退した。

しかし、ネイに状況を利用出来るだけの兵力は無かった。ネイは事前にエルロン伯に援兵を要請していたが、彼の増援部隊20,000は未だに到着していなかった。その頃エルロン伯は皇帝から「リニーでプロイセン軍と交戦せよ」との下命を受け、どちらの命令に従うか右往左往しているのであった。激怒したネイは皇帝に命令を取り消すように何度も要求したが返答はそっけないものであった。その間にイギリス軍は増援部隊が続々と到着した。こうしてフランス軍は絶好の時機を失った。
ネイの助太刀としてケレルマンが騎兵一個旅団を率いて到着した頃にはイギリス軍の兵力は20,000にも膨れ上がっていた。ネイはエルロン伯への期待を捨きれず、ケレルマンに騎兵突撃による陣地奪取を厳命した。「騎兵による陣地奪取後に増援部隊が後詰めとして陣地防御を行う」という「増援部隊が到着するか否か」に全てがかかっている計画を実行に移したのであった。ケレルマン率いる騎兵旅団は果敢にも敵中突破を試みた。騎兵はこれ以上無い程の素晴らしい活躍をみせた。そして、ついにカトル・ブラの陣地を奪取することに成功した。エルロン伯の部隊もネイの必死の呼び掛けに応じ、こちらに向かいつつあった。しかし、彼の部隊は二転三転する命令に混乱を来す兵士が続出し、もはや統制が取れていなかった。そして、ついに彼の部隊が戦場に到着することは無かった。孤立したケレルマンは敵の猛攻撃に晒されつつ撤退を余儀なくされた。この撤退時に多数の死傷者が出た。

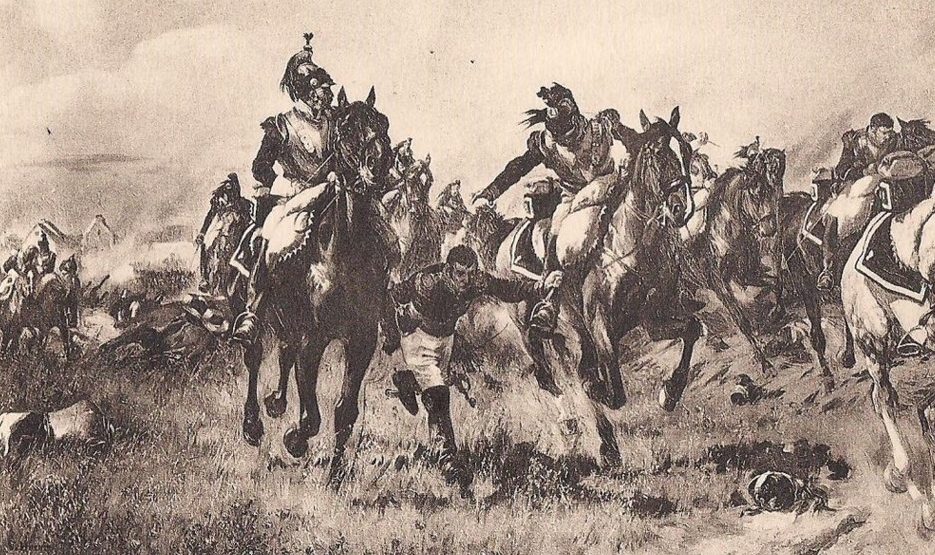
味方騎兵の馬鞍を掴み、命がけで帰還を試みるケレルマン。

何としてもブリュッセル街道を突破したいと考えていたネイは続けざまに砲撃を行い、密集したイギリス軍の隊形をずたずたにした。そして、再びピール将軍の槍騎兵を投入し戦況の打開を図ったが、イギリス軍は頑強な方陣を組み、彼らの猛攻にも揺るがなかった。焦燥したネイは榴散弾がイギリス大隊まで届く距離まで移動するように命じた。大砲が次々と火を吹き、イギリス大隊はばらばらになった。さらに麦畑をすり抜けてきたフランス散兵の奇襲により一部のイギリス軍は混乱に陥った。しかし結局、戦況が大きく変わるような決定的な展開は起こらず、両軍共に多大な損害を被ったまま日が暮れた。
6月17日、ネイは騎兵を接収し再び騎兵突撃を試みた。この突撃は一個大隊を全滅させる等、一定の戦果を挙げた。しかし、もはやフランス軍に勝ち目は無かった。イギリス軍はすでに36,000にまで膨れ上がっていた。フランス軍は、逆襲に転じたイギリス・オランダ連合軍に押し戻されてしまった。ウェリントンは攻勢を仕掛けたが、ネイは連隊を再結集させ頑強な抵抗を続けた。その為、21時30分頃には攻勢を諦めざるを得なかった。
途中、リニーの戦いでナポレオン本隊が有利に戦いを進め、プロイセン軍の側背を攻撃する絶好機が訪れたが、カトル・ブラで手間取っていたネイは部隊を動かすことができなかった。結局、フランス軍はカトル・ブラの奪取に失敗した。ウェリントンは撃退に成功したものの、リニーのプロイセン軍が敗走したことを知ってカトル・ブラを放棄し、北方に兵を退いてワーテルローに防御陣地を敷いた。ナポレオンはグルーシーにプロイセン軍を追撃させるとともに、自身はネイと合流した。
戦いは両軍とも任務を達成出来ず、引き分けに終わった。イギリス軍はネイに拘束されたため、リニーで苦戦していたプロイセン軍の救援に向かうことができなかった。ウェリントンは、プロイセン軍の敗北により危険な状態となったカトル・ブラを放棄せざるをえなくなった。一方、ネイがイギリス・オランダ連合軍に手間取りリニーの戦いに参戦できなかったことにより、ナポレオンはプロイセン軍を撃滅する決定機を逸することとなった。ナポレオンは猛攻によりプロイセン軍を退却させることには成功したが、撃滅するには至らなかった。このプロイセン軍は、6月18日のワーテルローの決戦において、ナポレオンの敗北に決定的な役割を果たすことになる。

## その他
- ブラウンシュヴァイク公フリードリヒ・ヴィルヘルムは、この戦いで銃弾を受け戦死した。
- 歩兵に対する槍騎兵の優位性、騎兵に対する歩兵方陣の優位性を示す良い実例であった。